# Kenny Gongarad-Nkoua Gampio
Kenny Gongarad-Nkoua Gampio (Losanna, 3 febbraio 2001) è un giocatore di football americano svizzero che gioca nel ruolo di defensive back per gli Helvetic Mercenaries.